# Baillestavy
Baillestavy is een gemeente in het Franse departement Pyrénées-Orientales (regio Occitanie) en telt 97 inwoners (2011). De plaats maakt deel uit van het arrondissement Prades.

## Geografie
De oppervlakte van Baillestavy bedraagt 17,7 km², de bevolkingsdichtheid is dus 5,5 inwoners per km².

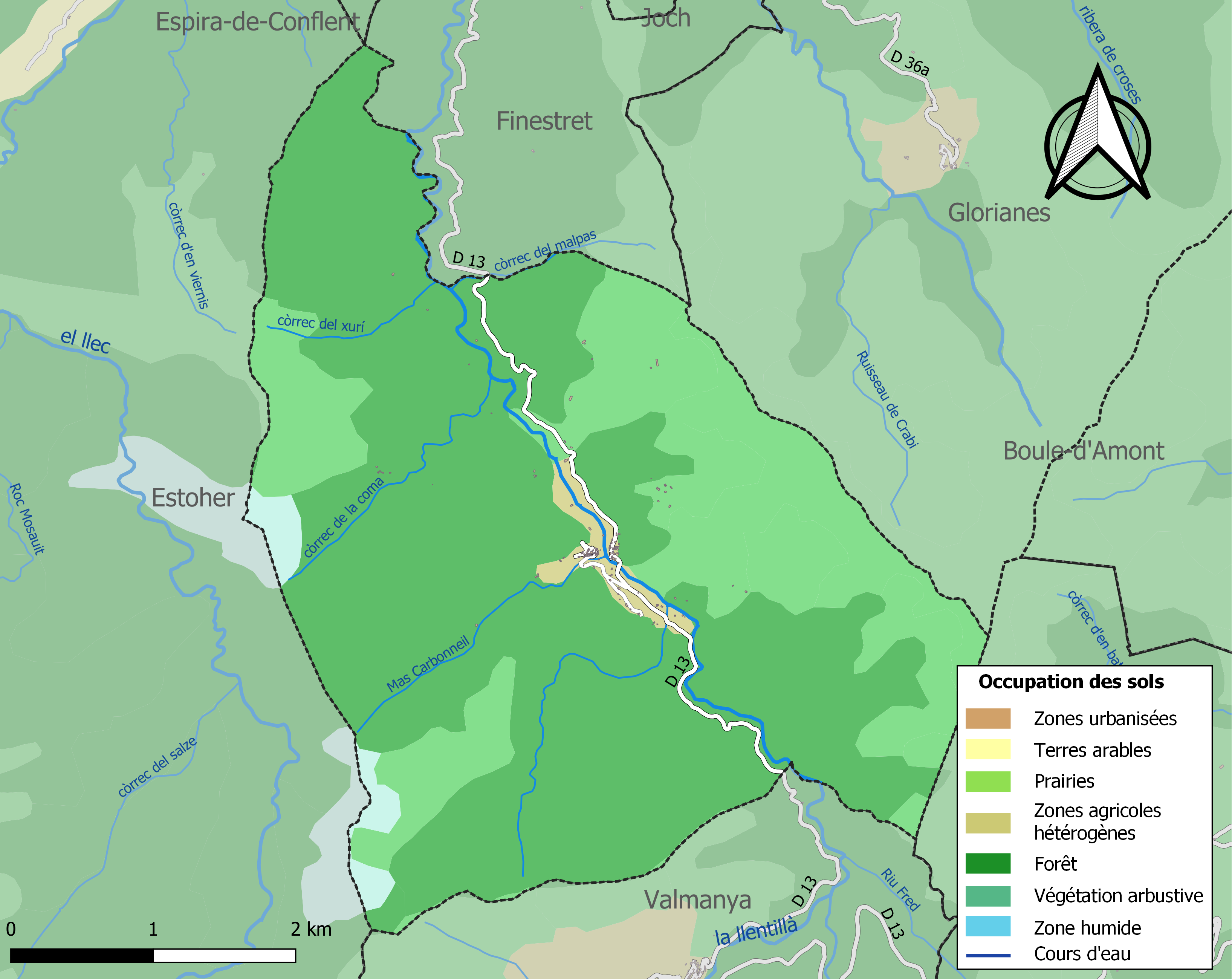
Kaart van de gemeente met de belangrijkste infrastructuur, bodemgebruik en omliggende gemeenten

## Politiek

### Lijst van burgemeesters
| Naam burgemeester | Ambtsperiode |
| ----------------- | ------------ |
| Joseph Carboneill | 1815 - ??    |
|                   |              |
| Jean Guerre       | 193? - 1959  |
| Remy Maler        | 1959 - 1971  |
| Alain Taurinya    | 1971 - 1989  |
| Claude Maynéris   | 1989 - 2001  |
| Jacques Taurinya  | 2001 -       |

## Demografie
Onderstaande figuur toont het verloop van het inwonertal (bron: INSEE-tellingen).